# Neuchâtel Université Club Volleyball 2019-2020
Questa voce raccoglie le informazioni riguardanti il Neuchâtel Université Club Volleyball nella stagione 2019-2020.

## Organigramma societario
Area direttiva
- Presidente: Jo Gutknecht

Area organizzativa
- Team manager: Jo Gutknecht

Area tecnica
- Allenatore: Lauren Bertolacci
- Secondo allenatore: Ben Sabin
- Assistente allenatore: Pablo Sánchez
- Preparatore atletico: Isfendiar Piran

Area sanitaria
- Fisioterapista: Olivier Broglin, Johannes Mydla
- Massaggiatrice: Vivianne Surdez

## Rosa
| N° | Nome               | Ruolo | Data di nascita   | Nazionalità sportiva |
| -- | ------------------ | ----- | ----------------- | -------------------- |
| 1  | Solenn Fabien      | S     | 6 giugno 1998     | Svizzera             |
| 3  | Martina Halter     | C     | 9 maggio 1994     | Svizzera             |
| 4  | Stephanie Williams | S     | 29 aprile 1997    | Stati Uniti          |
| 5  | Chiara Petitat     | S     | 4 agosto 2000     | Svizzera             |
| 5  | Carole Trösch      | O     | 20 dicembre 1995  | Svizzera             |
| 5  | Mathilde Engel     | L     | 10 gennaio 2002   | Svizzera             |
| 6  | Romina Schnyder    | L     | 12 novembre 1999  | Svizzera             |
| 7  | Léonor Guyot       | P     | 17 maggio 1992    | Svizzera             |
| 9  | Nicole Eiholzer    | S     | 3 luglio 1995     | Svizzera             |
| 10 | Amanda Benson      | L     | 9 marzo 1995      | Stati Uniti          |
| 12 | Sabel Moffett      | C     | 12 novembre 1987  | Stati Uniti          |
| 13 | Sarah Trösch       | P     | 28 settembre 1994 | Svizzera             |
| 14 | Julie Lengweiler   | S     | 6 novembre 1998   | Svizzera             |
| 16 | Tiata Scambray     | S     | 7 gennaio 1996    | Stati Uniti          |
| 17 | Xenia Staffelbach  | C     | 16 marzo 1998     | Svizzera             |
| 20 | Kyra Holt          | S     | 5 maggio 1995     | Stati Uniti          |

## Risultati

### Lega Nazionale A

#### Girone di andata
| 1ª giornata - 13 ottobre 2019 Halle de la Riveraine, Neuchâtel         | Neuchâtel      | 3 - 1 | Kanti               | 22-25, 25-20, 25-20, 25-23 |
| 2ª giornata - 18 ottobre 2019 Henry-Dunant, Ginevra                    | Genève         | 0 - 3 | Neuchâtel           | 13-25, 13-25, 20-25        |
| 3ª giornata - 20 ottobre 2019 Halle de la Riveraine, Neuchâtel         | Neuchâtel      | 3 - 1 | Cheseaux            | 25-16, 19-25, 25-7, 25-18  |
| 4ª giornata - 26 ottobre 2019 Sporthalle Leimacker, Düdingen           | Düdingen       | 3 - 0 | Neuchâtel           | 26-24, 25-19, 25-13        |
| 5ª giornata - 3 novembre 2019 Halle de la Riveraine, Neuchâtel         | Neuchâtel      | 3 - 0 | Franches-Montagnes  | 25-15, 25-18, 25-22        |
| 6ª giornata - 9 novembre 2019 Palestra Lambertenghi, Lugano            | Lugano         | 0 - 3 | Neuchâtel           | 20-25, 22-25, 18-25        |
| 7ª giornata - 17 novembre 2019 Halle de la Riveraine, Neuchâtel        | Neuchâtel      | 3 - 0 | Toggenburg          | 25-15, 25-13, 25-21        |
| 8ª giornata - 23 novembre 2019 Salle du Centre Sportif, Val-de-Travers | Val-de-Travers | 0 - 3 | Neuchâtel           | 12-25, 19-25, 11-25        |
| 9ª giornata - 1º dicembre 2019 Halle de la Riveraine, Neuchâtel        | Neuchâtel      | 3 - 1 | Sm'Aesch Pfeffingen | 25-22, 23-25, 25-20, 25-16 |

#### Girone di ritorno
| 10ª giornata - 7 dicembre 2019 BBC Arena, Sciaffusa                 | Kanti               | 3 - 1 | Neuchâtel      | 25-18, 21-25, 25-21, 25-19        |
| 11ª giornata - 14 dicembre 2019 BBZ/CFP, Bienne                     | Neuchâtel           | 3 - 0 | Genève         | 25-20, 25-16, 25-15               |
| 12ª giornata - 21 dicembre 2019 Salle Derrière-la-Ville 5, Cheseaux | Cheseaux            | 0 - 3 | Neuchâtel      | 19-25, 20-25, 22-25               |
| 13ª giornata - 5 gennaio 2020 Halle de la Riveraine, Neuchâtel      | Neuchâtel           | 2 - 3 | Düdingen       | 19-25, 25-27, 25-19, 25-21, 13-15 |
| 14ª giornata - 10 gennaio 2020 Salle de la Pépinière, Les Breuleux  | Franches-Montagnes  | 0 - 3 | Neuchâtel      | 18-25, 11-25, 23-25               |
| 15ª giornata - 19 gennaio 2020 Halle de la Riveraine, Neuchâtel     | Neuchâtel           | 3 - 0 | Lugano         | 25-16, 25-19, 25-22               |
| 16ª giornata - 26 gennaio 2020 Sportanlage Rietstein, Wattwil       | Toggenburg          | 0 - 3 | Neuchâtel      | 15-25, 20-25, 19-25               |
| 17ª giornata - 29 gennaio 2020 Halle de la Riveraine, Neuchâtel     | Neuchâtel           | 3 - 0 | Val-de-Travers | 25-23, 25-17, 25-20               |
| 18ª giornata - 8 febbraio 2020 Mehrzweckhalle Löhrenacker, Aesch    | Sm'Aesch Pfeffingen | 3 - 0 | Neuchâtel      | 25-19, 25-22, 25-17               |

#### Play-off scudetto
| Quarti di finale (gara 1) - 15 febbraio 2020 Halle de la Riveraine, Neuchâtel | Neuchâtel | 3 - 0 | Lugano    | 25-22, 25-18, 25-11               |
| Quarti di finale (gara 2) - 22 febbraio 2020 La Gerra, Lugano                 | Lugano    | 2 - 3 | Neuchâtel | 11-25, 25-19, 17-25, 25-22, 14-16 |
| Quarti di finale (gara 3) - 27 febbraio 2020 Halle de la Riveraine, Neuchâtel | Neuchâtel | 3 - 1 | Lugano    | 25-11, 20-25, 25-20, 25-14        |

### Coppa di Svizzera

#### Fase a eliminazione diretta
| Ottavi di finale - 12 gennaio 2020 Halle de la Riveraine, Neuchâtel | Neuchâtel           | 3 - 1 | Kanti              | 25-22, 19-25, 25-16, 25-23 |
| Quarti di finale - 2 febbraio 2020 Halle de la Riveraine, Neuchâtel | Neuchâtel           | 3 - 0 | Franches-Montagnes | 25-17, 25-21, 25-14        |
| Semifinali - 23 febbraio 2020 La Gerra, Lugano                      | Lugano              | 0 - 3 | Neuchâtel          | 21-25, 25-27, 19-25        |
| Finale - 28 marzo 2020 St.-Leonhard-Halle, Friburgo                 | Sm'Aesch Pfeffingen | -     | Neuchâtel          | annullata                  |

### Supercoppa svizzera

#### Fase a eliminazione diretta
| Finale - 5 ottobre 2019 Arena Mobilière, Gümligen | Neuchâtel | 3 - 2 | Sm'Aesch Pfeffingen | 25-23, 25-20, 21-25, 26-28, 15-10 |

### Coppa CEV

#### Fase a eliminazione diretta
| Sedicesimi di finale (andata) - 4 dicembre 2019 Palazzetto dello Sport Uruchje, Minsk        | Minčanka  | 3 - 0 | Neuchâtel | 25-11, 26-24, 25-22        |
| Sedicesimi di finale (ritorno) - 18 dicembre 2019 Halle de Sports de la Riveraine, Neuchâtel | Neuchâtel | 3 - 1 | Minčanka  | 28-26, 23-25, 25-19, 27-25 |

## Statistiche

### Statistiche di squadra
| Competizione        | Punti | In casa | In casa | In casa | In trasferta | In trasferta | In trasferta | Totale | Totale | Totale |
| Competizione        | Punti | G       | V       | P       | G            | V            | P            | G      | V      | P      |
| ------------------- | ----- | ------- | ------- | ------- | ------------ | ------------ | ------------ | ------ | ------ | ------ |
| Lega Nazionale A    | 43    | 11      | 10      | 1       | 10           | 7            | 3            | 21     | 17     | 4      |
| Coppa di Svizzera   | -     | 2       | 2       | 0       | 1            | 1            | 0            | 3      | 3      | 0      |
| Supercoppa svizzera | -     | -       | -       | -       | -            | -            | -            | 1      | 1      | 0      |
| Coppa CEV           | -     | 1       | 1       | 0       | 1            | 0            | 1            | 2      | 1      | 1      |
| Totale              | -     | 14      | 13      | 1       | 12           | 8            | 4            | 27     | 22     | 5      |

G = partite giocate; V = partite vinte; P = partite perse

### Statistiche dei giocatori
| Giocatrice     | Coppa CEV | Coppa CEV | Coppa CEV | Coppa CEV | Coppa CEV |
| Giocatrice     | P         | PT        | AV        | MV        | BV        |
| -------------- | --------- | --------- | --------- | --------- | --------- |
| A. Benson      | 2         | 0         | 0         | 0         | 0         |
| N. Eiholzer    | 1         | 1         | 1         | 0         | 0         |
| M. Engel       | 1         | 0         | 0         | 0         | 0         |
| S. Fabien      | -         | -         | -         | -         | -         |
| L. Guyot       | 1         | 0         | 0         | 0         | 0         |
| M. Halter      | 2         | 7         | 2         | 2         | 3         |
| K. Holt        | 2         | 48        | 44        | 3         | 1         |
| J. Lengweiler  | 2         | 18        | 15        | 1         | 2         |
| S. Moffett     | 2         | 17        | 9         | 6         | 2         |
| C. Petitat     | -         | -         | -         | -         | -         |
| T. Scambray    | 2         | 42        | 39        | 2         | 1         |
| R. Schnyder    | 0         | 0         | 0         | 0         | 0         |
| X. Staffelbach | 1         | 0         | 0         | 0         | 0         |
| C. Trösch      | 0         | 0         | 0         | 0         | 0         |
| S. Trösch      | 2         | 4         | 1         | 1         | 2         |
| S. Williams    | -         | -         | -         | -         | -         |

P = presenze; PT = punti totali; AV = attacchi vincenti; MV = muri vincenti; BV = battute vincenti

NB: Non sono disponibili i dati relativi alla Lega Nazionale A, alla Coppa di Svizzera e alla Supercoppa svizzera e di conseguenza quelli totali